# Bradea anomala
Bradea anomala är en måreväxtart som beskrevs av Alexander Curt Brade. Bradea anomala ingår i släktet Bradea och familjen måreväxter. Inga underarter finns listade i Catalogue of Life.